# 쿠리치바
쿠리치바(브라질 포르투갈어: Curitiba)는 브라질 파라나 주의 주도이다.
이 도시의 도시권 지역은 총 3,261,168 명(2009년 통계)이 사는 26개의 자치구로 나뉜다. 쿠리치바는 브라질에서 정치, 경제, 문화의 중심지이다. 이 도시는 해발 932m의 고지에 자리잡고 있으며, 서쪽의 파라나구아항에서 105km 떨어져 있다. 아폰수 페나 국제공항이 있다.
원래 이 도시 경제는 남쪽의 가축 농장과 북쪽의 시장 사이인 입지 조건 때문에 가축 교역에 기반을 두고 있었다. 1850년대부터 유럽 이민자들이 밀려왔는데 주로 독일, 이탈리아, 폴란드, 우크라이나 등지 출신이었으며, 쿠리치바의 성장에 기여했다.
그러나 오늘날 쿠리치바에는 외국인 이민자가 적으며, 그나마도 중동이나 남아메리카 국가에서 온 사람들이다. 그러나 브라질 국내의 다른 주에서 많은 이주자들이 몰려왔다. 그래서 현재 쿠리치바 인구 중 대략 절반은 이 도시 태생이 아니다.
쿠리치바에는 브라질 최초의 대학인 파라나 연방 대학교(브라질 포르투갈어: Universidade Federal do Paraná)가 있으며, 이 대학이 들어선 1913년에 도시에 최초로 노면 전차가 부설되었다.

## 도시 계획

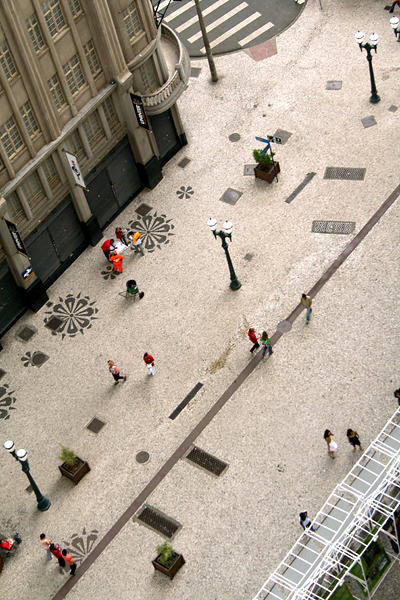
11월15일 거리.

쿠리치바는 대중교통 체계가 잘 갖추어져 있다. 주요 가로에는 급행간선버스 노선(bus rapid transit, BRT)이 있다. 버스는 길고 세 부분으로 나뉜 굴절 버스이며, 정류장은 장애인 접근을 위해 땅에서 약간 솟은 형태로 되어있다.
쿠리치바 인구의 85%가 이용하는 이 체계는 콜롬비아 보고타의 트란스밀레니오, 에콰도르 과야킬의 메트로비아, 미국 캘리포니아 주 로스 앤젤레스의 오렌지 라인에 영향을 주었으며 파나마 시와 필리핀 세부 시의 미래 교통 체계에도 본보기가 되고 있다.
이 도시는 각별히 녹지 보호에 나서고 있어 1인당 녹지 면적이 54 평방미터에 이른다.

### 도시 계획의 역사
1940년대와 1950년대에 프랑스 도시연구회 창립자인 알프레드 아가셰가 쿠리치바 최초의 도시 계획을 의뢰받는다. 이 계획은 쾌적한 시가지 공공 시설, 산업 지구와 위생 시설을 통과하는 가로망을 강조했다. 그러나 가능성은 있었으나 실행하기엔 너무나도 비용이 많이 들었다. 그래서 실행하기가 쉽지만 않았다고 볼 수 있다.
1960년대 쿠리치바의 인구는 435,000명 이상으로 급성장했고, 일부 시민들은 도시의 인구 증가가 쿠리치바 시의 특징을 변화시키리라 두려워했다. 1964년 이부 아르주아 시장이 도시 계획을 요청했다. 나중에 시장직에 오르는 건축가 하이메 레르네르는 파라나 연방 대학교 출신으로 한 팀을 짜서 무분별한 도시 확장(sprawl)을 엄격하게
통제하고 시가지에 교통량을 줄이며, 쿠리치바의 사적(史跡) 지역을 보존하고 편리하고도 값싼 대중교통 체계를 도입할 것을 제시했다. 쿠리치바 종합계획으로 알려진 이 계획은 1968년에 승인되었다. 레르네르는 11월 15일 거리(XV de Novembro Street)에 자동차 출입을 막았는데, 이 곳은 보행자 통행량이 많았기 때문이다. 이 계획은 교통량을 줄이기 위해 3선 도로 체계에 따라 신설 도로를 설계했다. 이 체계에 따르자면, 서로 반대 방향으로 가는 일방통행 도로를 깔고, 그 두 도로 사이에 급행 버스 전용 2차선 도로를 두는 것이다. 이런 다섯 주요도로가 시내로 모이면서 별 모양을 이룬다. 주요도로와 멀리 떨어진 지역은 저밀도 개발 지역으로 구획하여, 주요도로 교통량을 줄이게끔 했다. 홍수에 취약한 여러 지역에는 건물이 금지되었다.

## 경제
브라질 자동차 생산량 2위다.

## 기후
| 쿠리치바의 기후                                                          | 쿠리치바의 기후 | 쿠리치바의 기후 | 쿠리치바의 기후 | 쿠리치바의 기후 | 쿠리치바의 기후 | 쿠리치바의 기후 | 쿠리치바의 기후 | 쿠리치바의 기후 | 쿠리치바의 기후 | 쿠리치바의 기후 | 쿠리치바의 기후 | 쿠리치바의 기후 | 쿠리치바의 기후 |
| 월                                                                       | 1월             | 2월             | 3월             | 4월             | 5월             | 6월             | 7월             | 8월             | 9월             | 10월            | 11월            | 12월            | 연간            |
| ------------------------------------------------------------------------ | --------------- | --------------- | --------------- | --------------- | --------------- | --------------- | --------------- | --------------- | --------------- | --------------- | --------------- | --------------- | --------------- |
| 역대 최고 기온 °C (°F)                                                   | 34.3 (93.7)     | 34.8 (94.6)     | 33.9 (93.0)     | 32.6 (90.7)     | 29.4 (84.9)     | 28.2 (82.8)     | 28.2 (82.8)     | 31.6 (88.9)     | 33.7 (92.7)     | 35.5 (95.9)     | 35.2 (95.4)     | 33.6 (92.5)     | 35.5 (95.9)     |
| 일평균 최고 기온 °C (°F)                                                 | 27.1 (80.8)     | 27.2 (81.0)     | 26.1 (79.0)     | 24.4 (75.9)     | 21.1 (70.0)     | 20.3 (68.5)     | 20.1 (68.2)     | 21.9 (71.4)     | 22.3 (72.1)     | 23.7 (74.7)     | 25.0 (77.0)     | 26.7 (80.1)     | 27.0 (80.6)     |
| 일일 평균 기온 °C (°F)                                                   | 21.3 (70.3)     | 21.4 (70.5)     | 20.3 (68.5)     | 18.5 (65.3)     | 15.5 (59.9)     | 14.3 (57.7)     | 13.8 (56.8)     | 14.9 (58.8)     | 16.0 (60.8)     | 17.7 (63.9)     | 18.9 (66.0)     | 20.7 (69.3)     | 18.0 (64.4)     |
| 일평균 최저 기온 °C (°F)                                                 | 17.6 (63.7)     | 17.8 (64.0)     | 16.8 (62.2)     | 14.8 (58.6)     | 11.8 (53.2)     | 10.3 (50.5)     | 9.3 (48.7)      | 10.1 (50.2)     | 11.9 (53.4)     | 13.9 (57.0)     | 15.0 (59.0)     | 16.7 (62.1)     | 12.9 (55.2)     |
| 역대 최저 기온 °C (°F)                                                   | 8.2 (46.8)      | 6.8 (44.2)      | 3.9 (39.0)      | −4.0 (24.8)     | −2.3 (27.9)     | −4.0 (24.8)     | −5.2 (22.6)     | −5.2 (22.6)     | −5.4 (22.3)     | −1.5 (29.3)     | −0.9 (30.4)     | −1.3 (29.7)     | −5.4 (22.3)     |
| 평균 강수량 mm (인치)                                                    | 226.3 (8.91)    | 188.7 (7.43)    | 151.3 (5.96)    | 87.9 (3.46)     | 95.6 (3.76)     | 111.6 (4.39)    | 105.8 (4.17)    | 81.5 (3.21)     | 143.3 (5.64)    | 160.7 (6.33)    | 125.6 (4.94)    | 152.4 (6.00)    | 17.8 (0.70)     |
| 평균 강수일수 (≥ 1 mm)                                                   | 15.4            | 13.2            | 11.7            | 7.1             | 7.7             | 6.8             | 6.8             | 5.7             | 8.8             | 11.3            | 10.3            | 12.3            | 10.1            |
| 평균 상대 습도 (%)                                                       | 80.6            | 80.6            | 81.8            | 81.3            | 83.2            | 82.2            | 80.2            | 77.1            | 79.8            | 81.4            | 79.1            | 78.6            | 60.3            |
| 평균 월간 일조시간                                                       | 161.9           | 150.1           | 159             | 161.2           | 147.1           | 141.2           | 165.5           | 180.4           | 136.2           | 135.5           | 158.9           | 165.1           | 1,862.1         |
| 출처 1: 브라질 국립기상연구소 (평년값: 1991년~2020년, 극값: 1885년~현재) |                 |                 |                 |                 |                 |                 |                 |                 |                 |                 |                 |                 |                 |
| 출처 2: Meteo Climat (극값 일부)                                         |                 |                 |                 |                 |                 |                 |                 |                 |                 |                 |                 |                 |                 |

## 갤러리

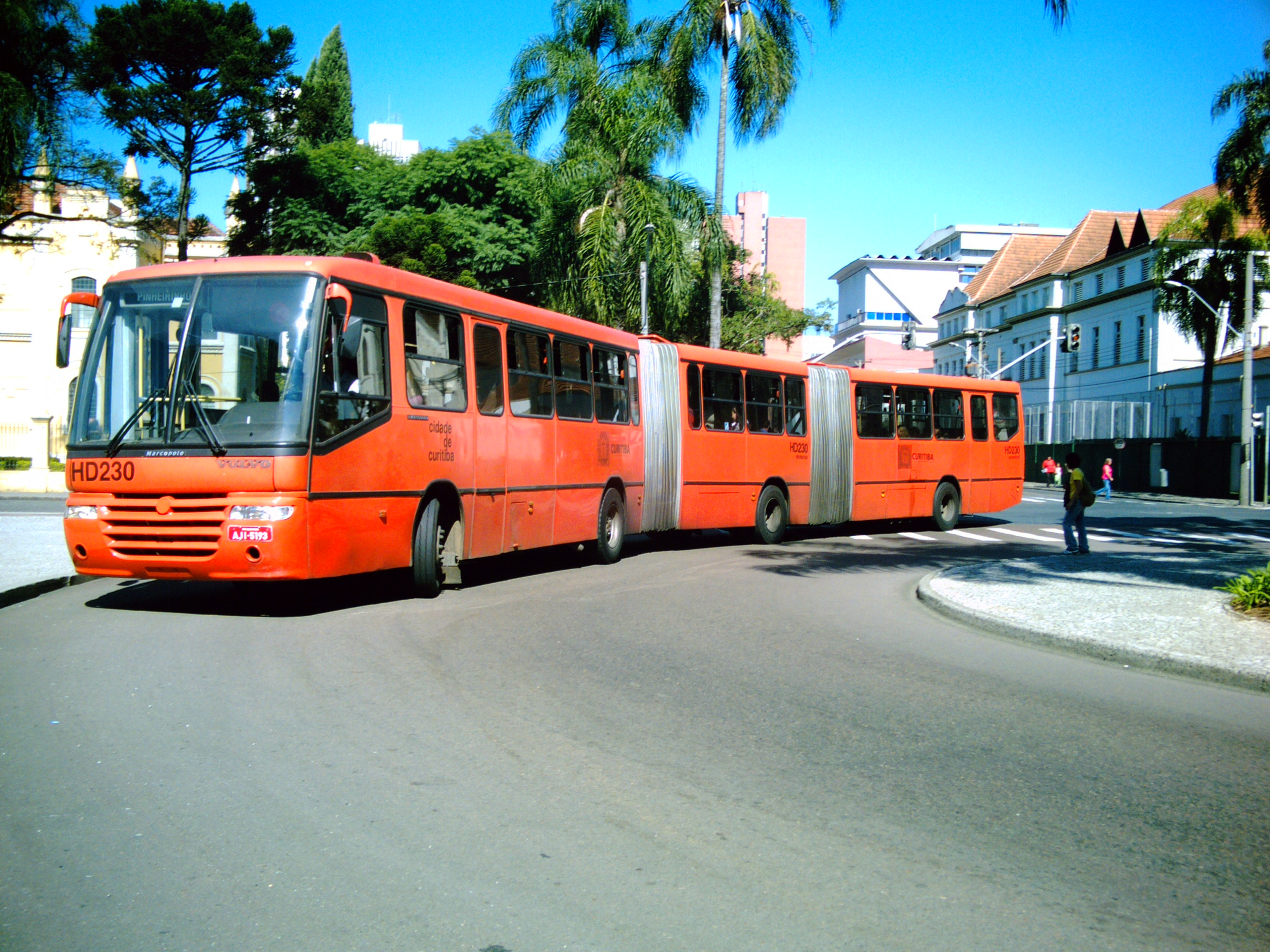
쿠리치바의 버스.
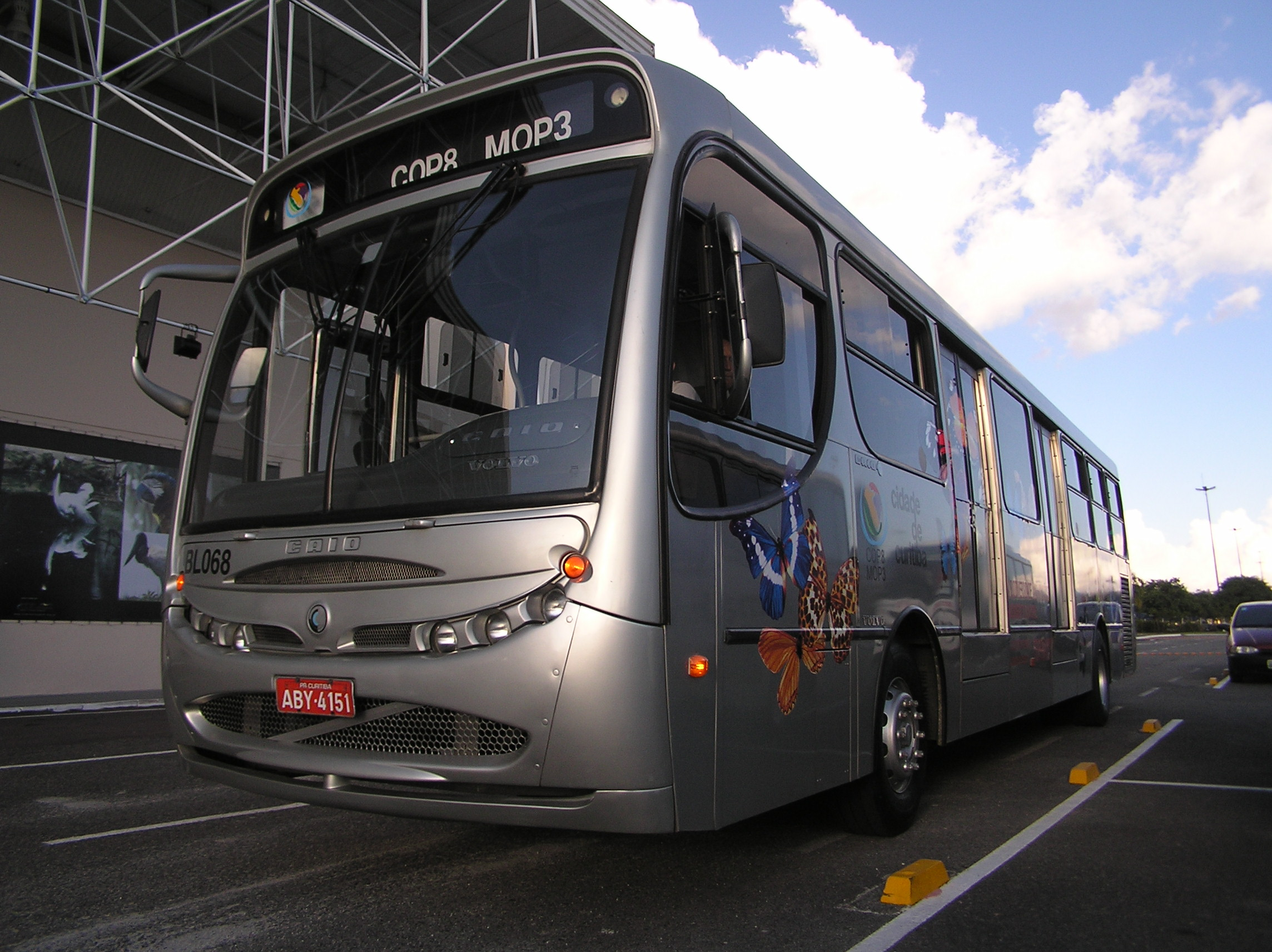
쿠리치바의 버스.
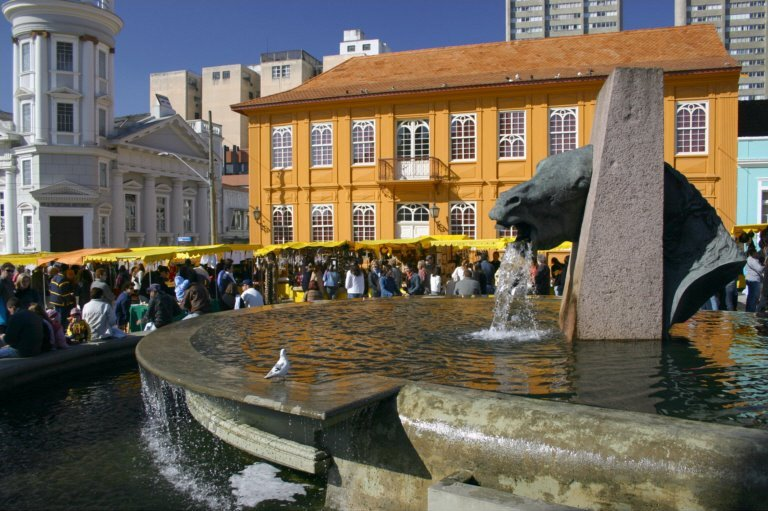
쿠리치바의 일요 시장.
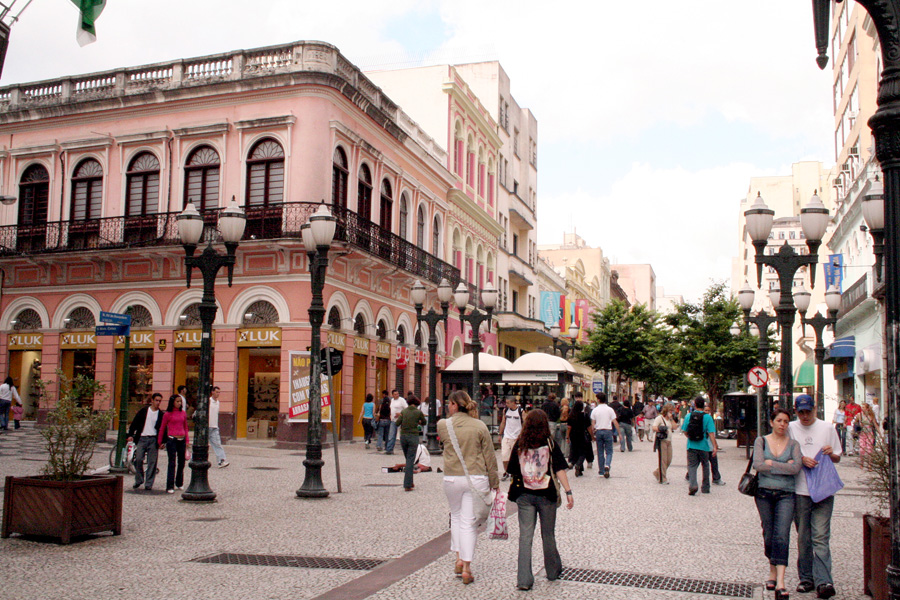
11월 15일 거리. 쿠리치바의 주요 거리이며, 1972년부터 보행자 전용 도로였다.
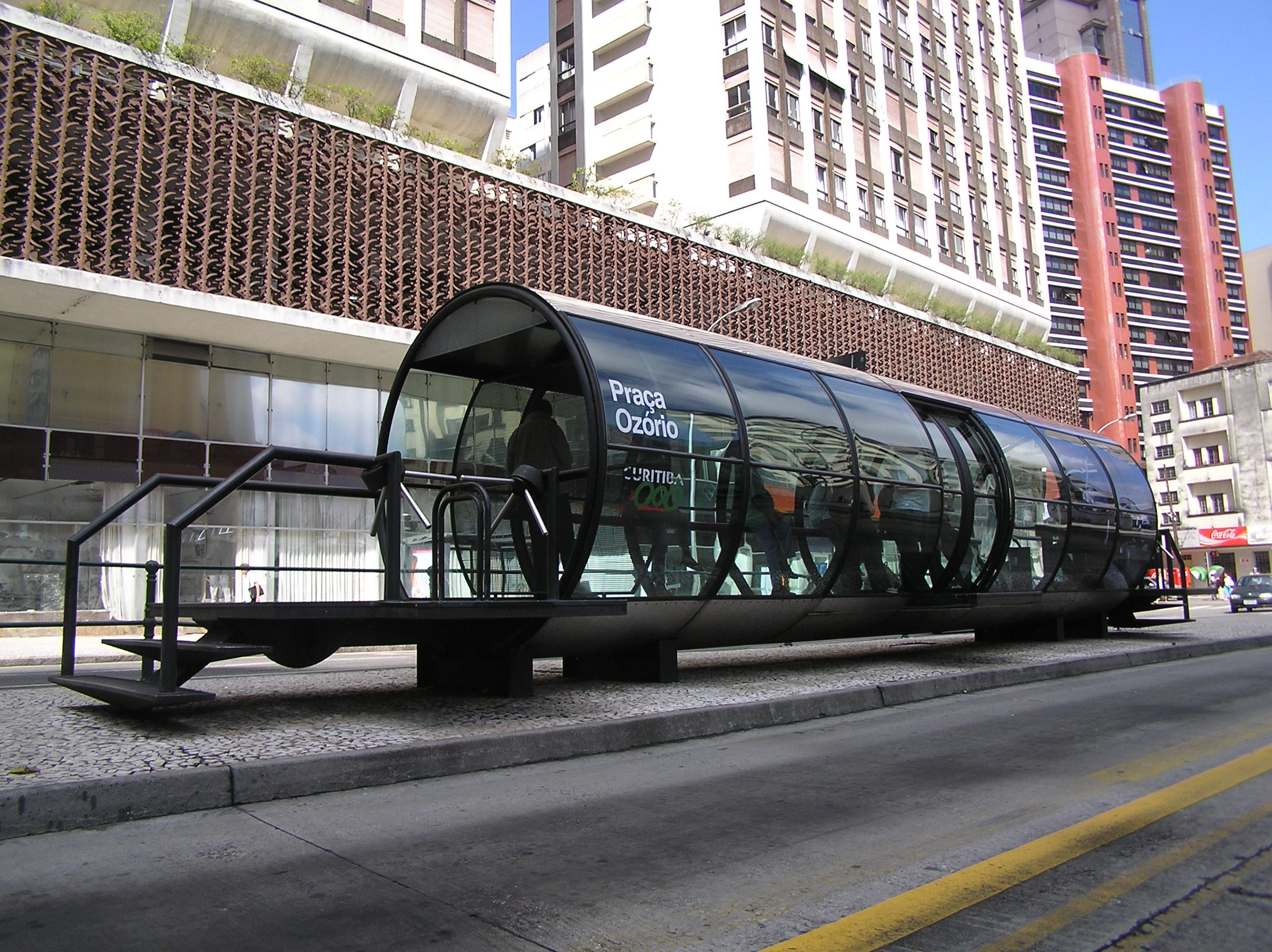
쿠리치바의 원통형 버스정류장. 쿠리치바는 독특한 버스 노선 체계로 유명하다.
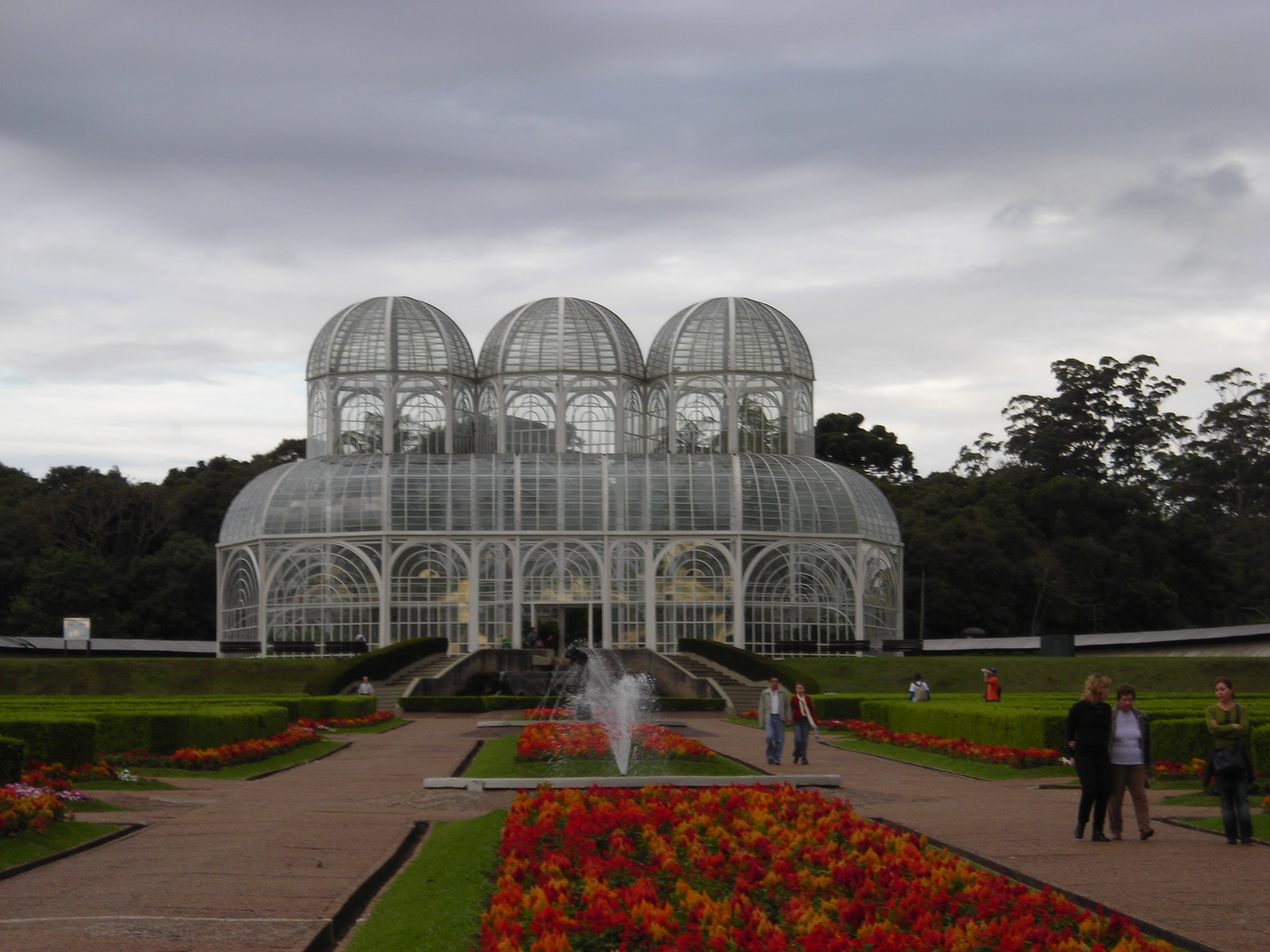
쿠리치바의 식물원.